# 二维空间

二維的笛卡儿坐标系

二维空間或譯二度空間（Second Dimension）是指僅由寬度→水平線和高度→垂直線（在幾何學中為X軸和Y軸）兩個要素所組成的平面空間，只在平面延伸擴展，同時也是美術上的一個術語，例如繪畫便是要將三维空間的事物，用二维空間來展現。

## 線性代數
線性代數中也有另一種探討二维空间的的方式，其中彼此独立性的想法至关重要。平面有二個維度，因為長方形的長和寬的長度是彼此獨立的。以線性代數的方式來說，平面是二維空間，因為平面上的任何一點都可以用二個獨立向量的線性組合來表示。

### 数量积、角度及長度
二個向量A = [A1, A2]和B = [B1, B2]的数量积定義為：
{\displaystyle \mathbf {A} \cdot \mathbf {B} =A_{1}B_{1}+A_{2}B_{2}}
向量可以畫成一個箭頭，量值為箭頭的長度即其，向量的方向就是箭頭指向的方向。向量A的長度為{\displaystyle \|\mathbf {A} \|}。以此觀點來看，兩個歐幾里得向量A和B 的数量积定義為
{\displaystyle \mathbf {A} \cdot \mathbf {B} =\|\mathbf {A} \|\,\|\mathbf {B} \|\cos \theta ,}
其中θ為A和B的角度
向量A和自己的数量积為
{\displaystyle \mathbf {A} \cdot \mathbf {A} =\|\mathbf {A} \|^{2},}
因此
{\displaystyle \|\mathbf {A} \|={\sqrt {\mathbf {A} \cdot \mathbf {A} }},}
這也是向量欧几里得距离的公式。

## 拓扑学
拓扑学的平面定義為是唯一可收縮的曲面。
若從平面中移除任何一個點，剩下的空間仍然是連通空間，但已不是單連通空間。

## 圖論
在圖論中，平面圖是指可以嵌入在平面中的图，也就是圖可以畫在平面上，圖的各邊只會在端點相交。換句話中，可以在平面上畫出此圖，圖的各邊不會互相交叉。這様的圖稱為平面图。